# Bertrand de Bar-sur-Aube
Bertrand de Bar-sur-Aube (Champaña, finales del siglo XII - comienzos del siglo XIII) fue un clérigo y poeta francés; a pesar de que gran parte de los antecedentes de su vida son desconocidos y su biografía ha sido construida en general a base de conjeturas, fue conocido por escribir una serie de epopeyas en francés antiguo.
Se le reconoce como el autor de Girart de Vienne, texto que se conserva en cinco manuscritos que se remontan a 1180; y probablemente también de Aymeri de Narbonne, texto sobre un personaje de la literatura medieval bien popular escrito circa 1180 y que se conserva también en cinco manuscritos. También se le ha atribuido la autoría de Beuve de Hanstone, aunque aquello aún es cuestionado.